# Kommunvapen i Danmark, upphörda 1970 eller tidigare
Kommunvapen i Danmark förda av kommuner som upphörde vid kommunreformen 1970 eller tidigare. För kommunvapen som gällde mellan denna reform och den senaste genomgripande kommunreformen, se kommunvapen i Danmark 1970–2006. För Danmarks nuvarande kommunvapen, se kommunvapen i Danmark. 

## Bornholms amt

Svaneke stad till Nexø kommun 1970, numera del av Bornholms regionkommun

## Frederiksborgs amt

Asminderød-Grønholts landskommun till Fredensborg-Humlebæks kommun som övertog vapnet 1970, numera del av Fredensborgs kommun
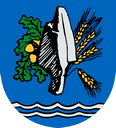
Blovstrøds landskommun numera uppdelad mellan Allerøds och Hørsholms kommuner
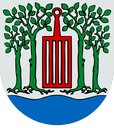
Esbønderup-Nødebo landskommun till Fredensborg-Humlebæks, Græsted-Gilleleje och Hillerøds kommuner 1970, numera uppdelad mellan Fredensborgs, Hillerøds och Gribskovs kommuner
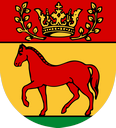
Frederiksborgs slottssockens landskommun till Hillerøds stad 1966, numera del av Hillerøds kommun
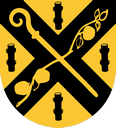
Harløse landskommun till Hillerøds kommun 1970
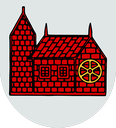
Kregme-Vinderøds landskommun till Frederiksværks kommun 1970, numera del av Halsnæs kommun
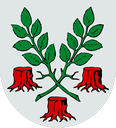
Lillerøds landskommun till Allerøds kommun 1970
Søborg-Gilleleje landskommun till Græsted-Gilleleje kommun som övertog vapnet 1970, numera del av Gribskovs kommun
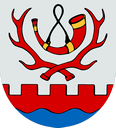
Tikøbs landskommun till Helsingørs kommun 1970
Vejby-Tibirke landskommun till Helsinge kommun 1970, numera del av Tønders kommun

## Haderslevs amt

Agerskovs landskommun till Nørre-Rangstrups kommun som övertog vapnet 1970, numera del av Tønder kommun
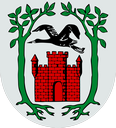
Jels landskommun till Røddings kommun 1970, numera del av Vejens kommun
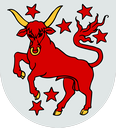
Tyrstrups landskommun till Christiansfelds kommun 1970, numera del av Koldings kommun
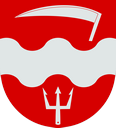
Øsby landskommun till Haderslevs kommun 1970

## Holbæks amt

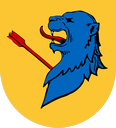
Røsnæs landskommun till Kalundborgs kommun 1970
Viskinge-Avnsø landskommun till Bjergsteds kommun som övertog vapnet 1970, numera del av Kalundborgs kommun

## Köpenhamns amt

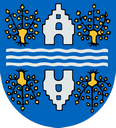
Sengeløse landskommun till Høje-Tåstrups kommun 1974
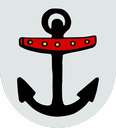
Store Magleby landskommun till Dragørs kommun 1974

## Maribo amt

Skelby-Gedesby landskommun till Sydfalsters kommun som övertog vapnet 1970, numera del av Guldborgsunds kommun

## Odense amt

Dalums landskommun till Odense kommun 1970
Rørups landskommun till Årups kommun som övertog vapnet 1970, numera del av Assens kommun
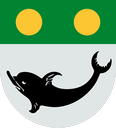
Vejlby-Stribs landskommun till Middelfarts kommun 1970

## Præstø amt

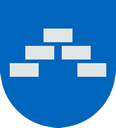
Boestofte landskommun till Stevns kommun 1970
Stege stad till Møns kommun som övertog vapnet 1970, numera del av Vordingborgs kommun
Store Heddinge stad till Stevns kommun som övertog vapnet 1970, numera ersatt med annat vapen

## Ribe amt

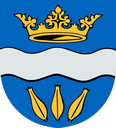
Malts landskommun till Vejens kommun 1970
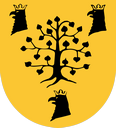
Tjæreborgs landskommun till Esbjergs kommun 1970
Vejens landskommun till Vejens kommun 1970

## Ringkjøbings amt

Assings landskommun till Åskovs kommun som övertog vapnet 1970, numera del av Hernings kommun
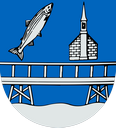
Gjørding-Vemb-Burs landskommun till Ulfborg-Vembs kommun 1970, numera del av Holstebro kommun
Nørre Vium-Herborgs landskommun till Videbæks kommun som övertog vapnet 1970, numera del av Ringkøbing-Skjerns kommun
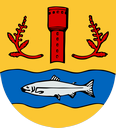
Sønder Borris landskommun till Skjerns kommun 1970, numera del av Ringkøbing-Skjerns kommun
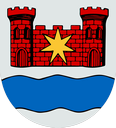
Tims landskommun till Ringkøbings kommun 1970, numera del av Ringkøbing-Skjerns kommun

## Roskilde amt

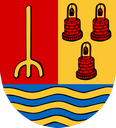
Greve-Kildebrønde landskommun till Greve kommun 1970
Jyllinge-Gundsømagle landskommun till Gundsø kommun som övertog vapnet 1970, numera del av Roskilde kommun
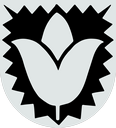
Karlslunde-Karlstrups landskommun till Greve och Solrøds kommuner 1970
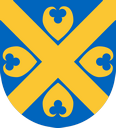
Kornerup-Svogerslevs landskommun till Lejre och Roskilde kommuner 1970

## Skanderborgs amt

Blegind-Hørnings landskommun till Hørnings kommun som övertog vapnet 1970, numera del av Skanderborgs kommun
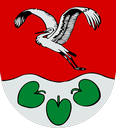
Dovers landskommun till Ry kommun 1970, numera del av Skanderborgs kommun
Hammel-Voldby-Søby landskommun till Hammels kommun som övertog vapnet 1970, numera del av Favrskovs kommun
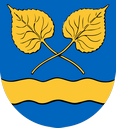
Linå landskommun till Silkeborgs kommun 1970
Ring-Føvlings landskommun till Brædstrups kommun som övertog vapnet 1970, numera del av Horsens kommun
Ry landskommun till Ry kommun 1970, numera del av Skanderborgs kommun
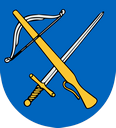
Skanderup-Stillings landskommun till Skanderborgs kommun 1970
Tørrings landskommun till Tørring-Uldums kommun som övertog vapnet 1970, numera del av Hedensteds kommun
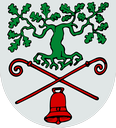
Vengs landskommun till Hørnings kommun 1970, numera del av Skanderborgs kommun
Ørridslevs landskommun till Gedveds kommun som övertog vapnet 1970, numera del av Horsens kommun
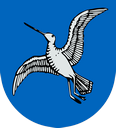
Åle landskommun till Tørring-Uldums kommun 1970, numera del av Hedensteds kommun

## Sorø amt

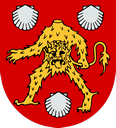
Herlufsholms landskommun till Næstveds kommun 1970

## Svendborgs amt

Thurø landskommun till Svendborgs kommun 1970
Tranekær-Tullebølle landskommun till Tranekærs kommun som övertog vapnet 1970, numera del av Langelands kommun

## Sønderborgs amt

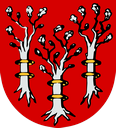
Ulkebøls landskommun till Sønderborgs kommun 1970

## Thisted amt

Nykøbing Mors stad till Morsø kommun 1970
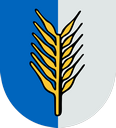
Vejerslev-Blidstrups landskommun till Morsø kommun 1970

## Tønders amt

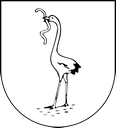
Møgeltønders landskommun till Tønders kommun 1970

## Vejle amt

As-Klakrings landskommun till Juelsminde kommun som övertog vapnet 1970, numera del av Hedensteds kommun
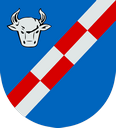
Dalby landskommun till Koldings kommun 1970

## Viborgs amt

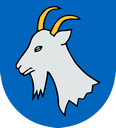
Gedsted-Fjelsø landskommun till Ålestrups kommun 1970, numera del av Vesthimmerlands kommun
Langå-Torup-Sønder Vinge landskommun till Langå kommun som övertog vapnet och Hvorslevs kommun 1970, numera uppdelad mellan Favrskovs och Randers kommuner

## Ålborgs amt

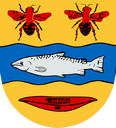
Gudum-Lillevorde landskommun till Sejlflods kommun 1970, numera del av Ålborgs kommun
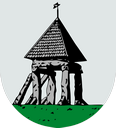
Hasseris landskommun till Ålborgs kommun 1970
Løgstørs stad till Løgstørs kommun 1970, numera del av Vesthimmerlands kommun
Nørresundby stad till Ålborgs kommun 1970
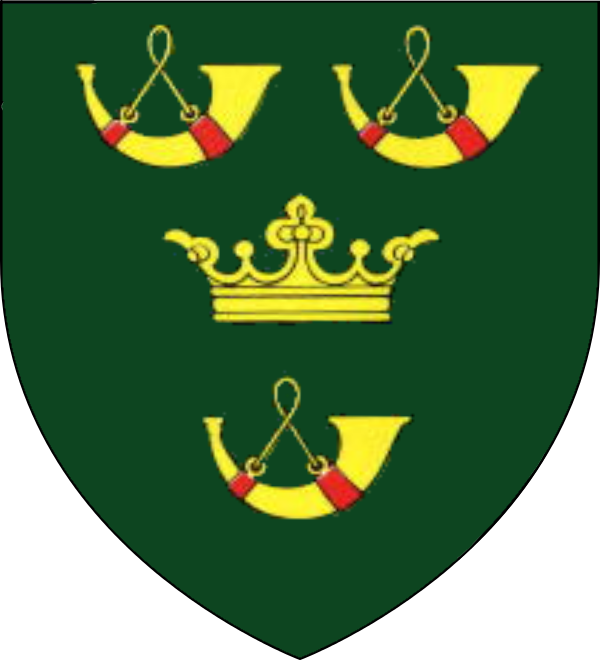
Strandby-Farsø landskommun till Farsø kommun som övertog vapnet 1970, numera del av Vesthimmerlands kommun
Sundby-Hvorups landskommun till Nørresundby stad 1968

## Århus amt

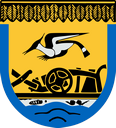
Vejlby-Risskovs landskommun till Århus kommun 1970
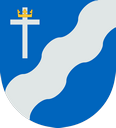
Åby landskommun till Århus kommun 1970